# Demonax detortoides
Demonax detortoides är en skalbaggsart som beskrevs av Dauber 2006. Demonax detortoides ingår i släktet Demonax och familjen långhorningar. Inga underarter finns listade i Catalogue of Life.